# Хинку (манастир)
Хинку (на румънски: Mănăstirea Hîncu) е православен женски манастир в Молдова, близо до село Бурсук в Ниспоренски район, на 54 km от Кишинев. Манастирът е под управлението на Молдовската православна църква, част от Руската православна църква.

## Местоположение
Разположен е на река Когилник, в сърцето на вековния горски резерват Кодри. Целият комплекс е обърнат на запад, има U-образна форма и от всички страни е заобиколен с гори. Преди около 200 години, в средата на 19 век, манастирът е най-богатата обител в Молдова.

## История
Хинкувският манастир е основан през 1678 година като скит и носи името на Света Параскева, покровителка на Молдова. За създател на манастира се смята молдовският болярин, сердарят Михалча Хинку, който, по молба на дъщеря си, основава женски манастир. Актът на дарението, което прави Хинку за манастира, е подписан на 9 декември 1678 година. Оригиналът му се съхранява в два екземпляра, написани на румънски език с кирилица, в Националния архивен фонд на Република Молдова.
Дървените църкви и монашеските килии на обителта силно пострадват при татарското нашествие през 17 век. След това манастирът е опустошаван периодично, по различни причини. По време на нашествията си в Молдова татарите подпалват и напълно унищожават сградите му. В резултат на тези събития, той е закрит и монахините го напускат.
През 1715 година Николаос Маврокордатос, с титла господар на Молдова и княз на Влахия, подчинява манастира на Александрийската патриаршия. На следващата година обаче, неговият приемник Михай Раковице отменя това решение.
В края на 60-те години на 18 век Лупу Хинку, племенник на Михалча Хинку, става един от най-богатите боляри в страната. Той се обръща с молба към йеромонах Варлаам от Везарския мъжки манастир да възроди скита на негова земя. Както свидетелстват архивните данни, през 1757 година, обителта е възстановена и в нея вече живеят няколко монаха. За две години йеромонах Варлаам успява да благоустрои териториите около скита, създадени са цветни и зеленчукови градини, а килиите са ремонтирани. С дарение на Лупу Хинку започва строителството на още един храм.
През 1784 година игумен на манастира става Варлаам Молдовски, основател на печатното дело в страната, летописец и преводач на религиозни текстове. Тогава са построени дървената църква „Успение Богородично“ и няколко килии за монасите. През 1808 година всички имоти на Михалча Хинку преминават във владение на монашеската обител.
В периода от 1792 до 1802 година игумен на манастира е българският йеромонах Сава. Тъй като броят на монасите непрекъснато расте, по негово време са построени още няколко килии. След него игумен става молдовецът Йезекил, по чието време избухва голям пожар, който причинява значими щети на манастира. Предполага се, че се случва вследствие на спор и е предизвикан от човек, който си е присвоил част от манастирските земи и отказва да ги върне. Йезекил реставрира зимната църква, която по онова време все още е дървена, и заменя иконостаса в лятната. Благодарение на нарасналия брой на монасите, през 1836 година, по време на игумен Доротей, оглавявал обителта в продължение на 11 години, скитът е превърнат в манастир.

## Съветска власт
След почти 200-годишно спокойно съществуване, по време на съветската власт, започва преследване на монашеските общини. През 1944 година част от монасите се евакуират в Румъния, но по-голямата част са арестувани и изпратени в затвора на Браила. През същата година е иззето цялото имущество на манастира, от другата страна на река Прут. През септември 1949 година манастирът е закрит. През следващите десетилетия на територията му е построен санаториум за болни от белодробни заболявания, лятната църква е превърната в клуб за развлечение на студенти, а зимната – в склад. Гробовете на монасите са унищожени и са окрадени много ценности.
След завземането на Бесарабия от съветските войски, по решение на Окръжния изпълнителен комитет от 1946 годна, манастирът трябва да предаде на санаториума 1 ha обработваема земя, 20 ha овощни градини, 4,5 ha лозя, 1,5 ha зеленчукова градина и 30 ha пасища. На село Чучулен – 50 ha обработваема земя, 5 ha лозя и 15 ha с овощни дървета. На кооперативното стопанство в същото село – 9 ha обработваема земя и 5 ha лозя. В периода 1945 – 1947 година във владение на държавни предприятия минават повече от 70 ha манастирски земи, по силата на т.нар. „непригодност“.

## Съвременно състояние
През 1992 година Хинкувският манастир възобновява своята дейност. На 10 септември през същата година, е възстановена и Хинкувската монашеска община. През 1992 и следващата година, голяма част от бившите манастирски земи са върнати на обителта.
На 25 август младата послушница Зинаида Казаку полага монашески обет под името Параскева и става първата монахиня в манастира. На 27 октомври 1993 година, с митрополитски декрет е назначена за игуменка на манастира Хинку.

## Описание
Всички сгради в комплекса, заедно с двете църкви, са органично свързани от един общ архитектурен стил. Класицизмът внася в облика на манастира принципите на симетрия, наличието на портик, колонади и аркади, но въпреки това е подчинен на националния молдовски стил. Елементи от народната архитектура са особено забележими при сградата с килиите и стопанските помещения. Такива архитектурни похвати в Молдова могат да се срещнат единствено в манастира Хинку. Те съответстват на тези в Южна Украйна и Русия от 19 век и представляват една от проявите на класицизма в архитектурата на Бесарабия. Постепенно стилът става официален, задължителен и моден по онова време в страната.

### Лятна църква „Света Параскева“
След като скитът е обявен за манастир, вместо построената през 1678 година дървена църква, в памет на света Параскева е издигнат летен каменен храм с камбанария, който днес е ценен архитектурен паметник. Изграден е в национален молдовски стил, с нюанси от класицизма. Монашеските килии са преустроени и е направена водоснабдителна система.
Църквата „Света Параскева“ е разположена в центъра на манастирския комплекс. Представлява куполна църква, в която е вградена камбанария с висок пирамидален покрив. На второто ниво на камбанарията са оставени също високи арковидни прозоречни отвори, през които се открива поглед към селото. Дължината на църквата е 33 метра, а ширината – 12,5 m. Коефициентът на пропорционалност (съотношението между дължина и ширина) на сградата е 2,64.
През 1994 година започва реставрацията на църквата. Архимандрит Петру от украинския град Почаев осигурява художниците, а боите са доставени от Санкт Петербург. На 27 октомври следващата година работата по църквата е завършена и храмът е осветен отново.

### Зимна Успенска църква
През 1841 година, на 15 метра от лятната църква, е построена още един каменен храм – зимната Успенска църква с 28 каменни колони по фасадата си. Представлява едноетажно каменно здание с удължена форма.

### Килии
Към Успенската църква е пристроена манастирската трапезария, построени са къща за гости, покои за игумена и девет нови килии. Отделно са построени жилищен корпус за монасите с 12 килии, както и 6 самостоятелни. Манастирът разполага с голяма библиотека, плевня, винарна, дърводелски цех, ковачница и други стопански постройки.
Сградата с килиите е симетрично удължена и е заобиколена от аркади и колонади от четирите си страни. Централната част е отделена от външните стени на фасадата с портик в дорийски стил, с 4 колони, съединени помежду си от общ стилобат, издигнат на 1,5 метра над този на аркадите от двете му страни. Разстоянията между кръглите колони на портика са по 2 m, а между колоните от аркадата – по 1,2 метра.
През 1884 година към манастира са открити училище-интернат за 10 сирачета и работилница за килими и художествена бродерия.
В периода 1855 – 1856 година са построени трапезария и 5 дачи, за което са изразходвани 230 хиляди рубли. Започва благоустройството на прилежащите територии, прави се път за връзка на манастира с главното шосе, изграждат се басейнът и водопроводна мрежа.
Заедно с реставрацията на „Света Параскева“ са построени отново трапезарията за гости и всички сгради са обновени. В реставрационните работи участват и специалисти от Кишинев. Три години след това започва строителството на нова сграда с 60 монашески килии. Тя е завършена и осветена на 29 август 2000 година.

## Стопанство
Според последната инвентаризация от 1942 година, манастирът притежава следното стопанско имущество:
50 ha обработваема земя за зърнени храни, 16,91 ha гори, 6,362 ha двор и мелница, 13 ha лозя, 92,174 ha овощни градини, 4,631 ha гумно и сеновал, 3, 224 ha овощна и зеленчукова градина, 8,6 ha необработена земя, 11,118 ha езеро, 15, 108 ha манастирски парк.
Днес манастирът разполага с 56 ha обработваема земя (дарение от село Чучулен), 1 ha сливова градина, посадена през 2001 година и 4,5 ha лозя. Фермата на манастира притежава 50 крави, 3 коня, 3 магарета, 300 овце, над 100 свине, 100 заека, 300 домашни птици, 93 пчелни кошера.
Манастирът притежава още две коли, два трактора – MTZ и ДТ-80, подемен кран и 4 лекотоварни коли. През зимата монахините тъкат килими, бродират, изработват кърпи и дрехи от естествена вълна.
Близо до манастира се намират множество пълноводни извори, а водата в един от тях е с високо съдържание на минерални вещества.

## Детски дом
През 1995 година към манастира е открит детския дом „Йосиф Блажени“ за сираци и изоставени деца. В него живеят деца от 3 до 18-годишна възраст. През следващите 10 години в дома намират приют 92 деца, от които 39 от многодетни семейства. Днес в него живеят 60 деца, 42 от които учат недалеч от манастира, в лицей с естетическо-хуманитарен профил.
Сградата на дома е ремонтирана и напълно оборудвана, коридорите са изпъстрени с картини от детски приказки, създадена е читалня, открита е компютърна зала. През 1997 година корпусът за момчета е реконструиран и са създадени стаи за по три деца. През 2000 година същото е направено и за крилото на момичетата.

## Легенда
Историята на манастира, както и при много други, е обкръжена от много легенди. Според една от тях, в края на 17 век, Молдова е подложена непрекъснато на татарски набези. Врагът настъпвал, силите били неравни и единственото спасение за хората било да избягат. Сердарят Михалча Хинку предприел единственото разумно решение и заедно с дъщеря си Иляна напуснал родното място. Отправили се на дълъг път и когато силите им вече ги напускали, стигнали до брега на красива река и седнали да си починат. Именно там Хинку се заклел, че ако останат живи, ще построи на това място църква. Боляринът спазил обещанието си и през 1678 година създава край реката скит. Дъщеря му Иляна става първата монахиня в него, приемайки монашеското име Параскева.